# Lauer (Fluss)
Die Lauer (ⓘ) ist ein kleiner Fluss in Unterfranken mit gut 30 km Länge. Sie ist der Namensgeber für das Lauertal und entspringt in Oberlauringen.

## Name
Der Name Lauer leitet sich vom germanischen hlūra ab, das die klare bedeutet. Das Gewässer gab den Orten Oberlauringen, Stadtlauringen, Poppenlauer, Burglauer und Niederlauer ihre Namen.

## Geographie

### Quelle
Die Quelle nennt man auch Storchenbrünnlein, aufgrund des auf dem Stein an der Quelle abgebildeten Storches. Dieser Ort, so sagt es die Legende, soll jungen Pärchen beim Kinderwunsch behilflich sein. Der Dichter und Orientalist Friedrich Rückert hat in seinem Gedichtband „Erinnerungen aus den Kinderjahren eines Dorfamtmannsohns“ dem Storchenbrünnle das Gedicht „Das Lauerbrünnlein“ gewidmet.

Lauer Quelle Storchenbrünnle

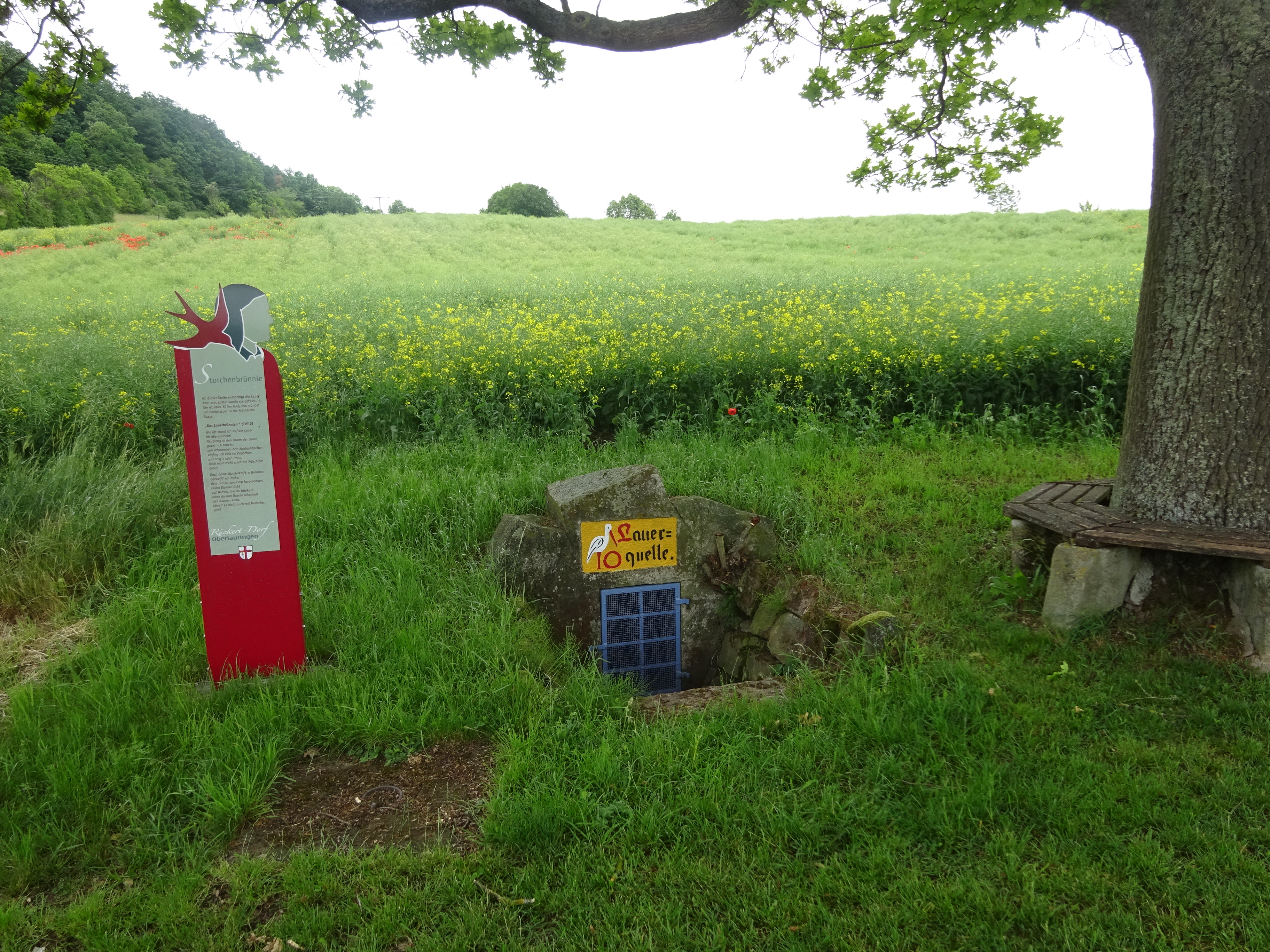
Lauerquelle, genannt das Storchenbrünnlein

### Verlauf
Im Flusstal liegen die Orte Rothhausen, Maßbach, Poppenlauer, Brünn, Althausen und Münnerstadt. Die Lauer mündet bei Niederlauer in die Fränkische Saale. Der Abschnitt durchs Lauertal ist ein wichtiger, da profilarmer Teil des Fernradwanderweges zwischen der Rhön und den Hassbergen. Sehenswert sind vor allem die vielen Mühlen, die größtenteils heute noch betrieben werden.

### Zuflüsse

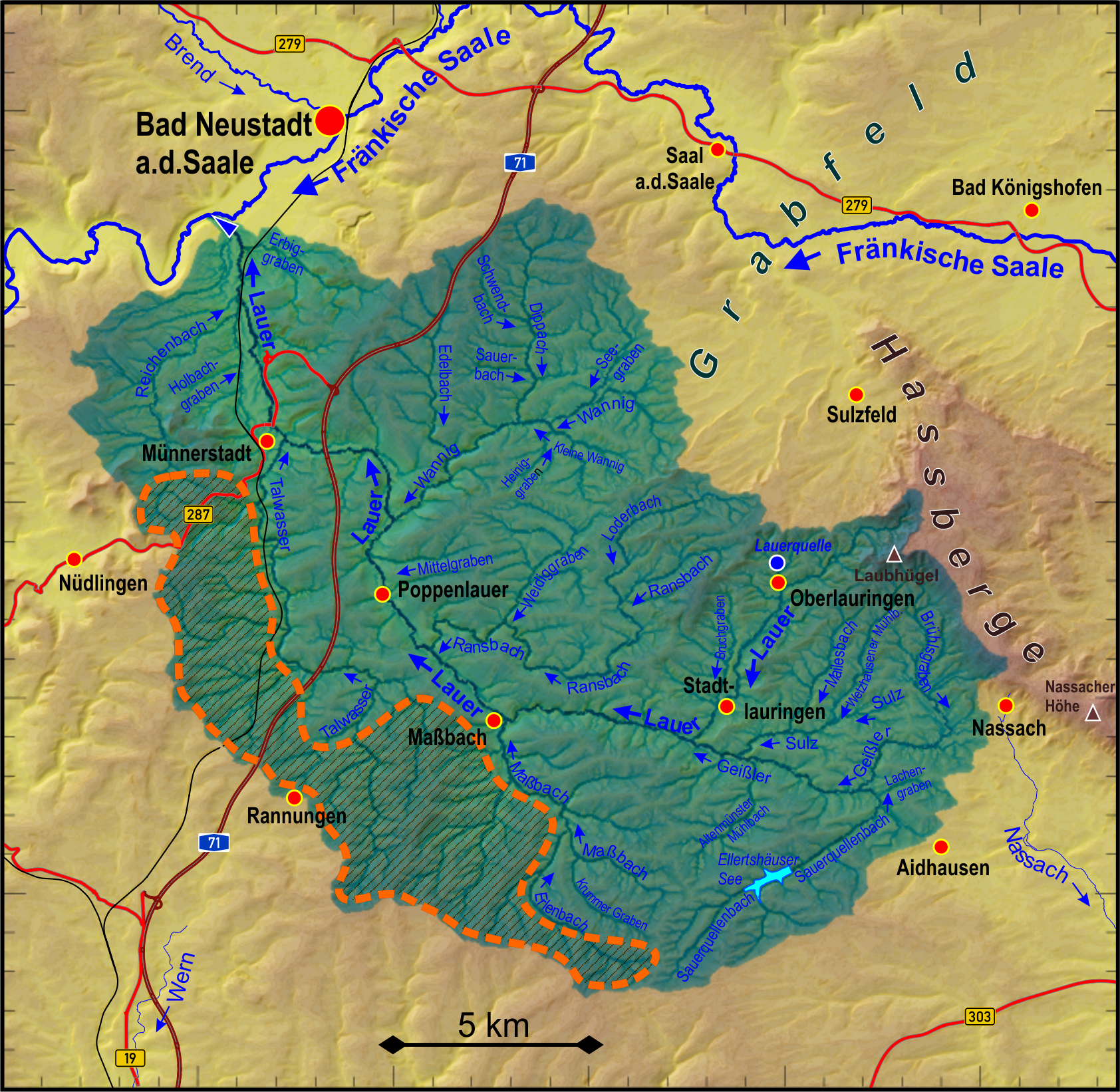
Einzugsgebiet der Lauer. Innerhalb des schraffierten Gebiets treten kaum Oberflächenabflüsse auf.

Direkte und indirekte Zuflüsse
Liste der direkten Zuflüsse und  Seen von der Quelle zur Mündung. Mit Gewässerlänge Einzugsgebiet und Höhe. Andere Quellen für die Angaben sind vermerkt.
Auswahl.
- Leinach, von links und Nordosten auf etwa 314 m ü. NHN am oberen Ortsrand von Stadtlauringen-Oberlauringen, 4,7 km und 4,3 km². Entsteht auf etwa 463 m ü. NHN nordöstlich von Sulzfeld-Leinach im Sulzfelder Forst.
- Bruchgraben, von rechts und Norden auf etwa 264 m ü. NHN gegenüber Stadtlauringen, 2,6 km und 5,3 km². Entsteht auf etwa 311 m ü. NHN südwestlich von Oberlauringen am Ostfuß des Dürrnbergs.
- Geißler, von links insgesamt von Nordosten auf 281 m ü. NHN[BA 2] bei Stadtlauringen-Bahnbrückenmühle, 13,9 km mit Oberlauf Brühlsgraben und 55,0 km². Entsteht auf etwa 470 m ü. NHN nördlich von Stadtlauringen-Birnfeld im Kammerforst.
- Maß oder Maßbach, von links und Südosten auf etwa 266 m ü. NHN in Maßbach, 8,7 km und 35,7 km². Entsteht auf etwa 356 m ü. NHN westlich von Üchtelhausen-Ebertshausen.
- Ransbach, von rechts und Ostnordosten auf etwa 256 m ü. NHN zwischen Maßbach-Brandmühle und -Poppenlauer, 13,6 km und 30,4 km². Entsteht auf etwa 365 m ü. NHN nordöstlich von Thundorf in Unterfranken-Theinfeld und näher nordwestlich von Oberlauringen nahe der Lauer-Quelle.
- Mittelgraben, von rechts und Ostnordosten auf etwa 251 m ü. NHN in Poppenlauer an der Brücke der Ludwigstraße, 2,2 km und 1,1 km². Entsteht auf etwa 338 m ü. NHN im westlichen Rand des Waldes Schlettig. Unbeständig.
- (Bach aus dem Hohbergsgrund), von rechts und Ostnordosten auf etwa 249 m ü. NHN zwischen Poppenlauer und Maßbach-Biegenmühle, 2,6 km und 2,2 km². Entsteht auf etwa 327 m ü. NHN im Nordwestrand des Schlettigs.
- Wannig, von rechts und Ostnordosten auf etwa 242 m ü. NHN bei Maßbach-Haardmühle, 9,1 km mit Oberlauf Gücklertgraben und 45,7 km². Entsteht auf etwa 290 m ü. NHN ostnordöstlich von Münnerstadt-Großwenkheim am Westrand des Waldes Gücklert.
- (Bach aus dem Herberichsgrund), von rechts und Norden auf etwa 240 m ü. NHN an der Jörgenmühle nach Münnerstadt-Brünn, ca. 3,1 km[BA 3] und ca. 2,2 km².[BA 4] Entsteht auf etwa 362 m ü. NHN südlich von Strahlungen an der A 71. Unbeständig.
- Talwasser, von links und Süden auf etwa 232 m ü. NHN in Münnerstadt, 14,1 km und 45,6 km². Entsteht auf etwa 336 m ü. NHN nördlich von Rannungen. Ober- und Mittellauf unbeständig.
- Hohlbachgraben, von links und Südwesten auf etwa 230 m ü. NHN  gegenüber Münnerstadt-Spitalmühle, ca. 2,1 km[BA 3] und ca. 1,1 km².[BA 4] Entsteht auf etwa 286 m ü. NHN nahe einem Aussiedlerhof östlich von Münnerstadt-Reichenbach.
- Reichenbach, von links und Südwesten auf 229 m ü. NHN[BA 2] bei Burglauer, 7,2 km und 13,3 km². Entsteht auf etwa 334 m ü. NHN südsüdwestlich von Münnerstadt-Burghausen am Münchholz.
- Ortgraben[7], von links und Westsüdwesten auf etwa 228 m ü. NHN gegenüber Burglauer-Höhbergsmühle, ca. 1,9 km[BA 3] und ca. 0,8 km².[BA 4] Entsteht auf etwa 293 m ü. NHN westlich von Burglauer. Unbeständiger, lange Weggraben.
- Lauerbachgraben, von links und Westsüdwesten auf etwa 227 m ü. NHN zwischen Höhbergsmühle und Niederlauer-Wiesenmühle, ca. 1,3 km[BA 3] und ca. 1,1 km².[BA 4] Entsteht auf etwa 285 m ü. NHN nordwestlich von Burglauer.
- Erbiggraben, von rechts und Südosten auf etwa 225 m ü. NHN am Industriegebiet von Niederlauer, 4,8 km mit Oberlauf Mönchsbau und 7,2 km². Entsteht auf etwa 330 m ü. NHN in Strahlungen.

### Einzugsgebiet
Das 296 km² Einzugsgebiet der Lauer entwässert Teile des westlichen Vorlands der Hassberge und das südliche Grabfeld. Im Südwesten ist das orografische Einzugsgebiet weitgehend frei von Oberflächenabflüssen.

### Flusssystem Fränkische Saale
- Fließgewässer im Flusssystem Fränkische Saale

## Fauna
In der Lauer kommen Bachforelle, Bachschmerle, Elritze, Flussbarsch, Gründling, Hasel, Hecht, Karpfen, Mühlkoppe, Regenbogenforelle, Rotauge, Aal, Aitel, Schleie und Dreistachliger Stichling, sowie. in einzelnen Nebengewässern der Steinkrebs vor.

### BayernAtlas („BA“)
Amtliche Online-Gewässerkarte mit passendem Ausschnitt und den hier benutzten Layern: Lauf und Einzugsgebiet der Lauer

Allgemeiner Einstieg ohne Voreinstellungen und Layer: BayernAtlas der Bayerischen Staatsregierung (Hinweise)
1. 1 2  Höhe abgefragt auf dem Hintergrundlayer Amtliche Karte (Rechtsklick).
2. 1 2 3  Höhe nach blauer Beschriftung auf dem Hintergrundlayer Amtliche Karte.
3. 1 2 3 4  Länge abgemessen auf dem Hintergrundlayer Amtliche Karte.
4. 1 2 3 4  Einzugsgebiet abgemessen auf dem Hintergrundlayer Amtliche Karte.

### Sonstige
1. ↑  Brigitte Schwenzer: Geographische Landesaufnahme: Die naturräumlichen Einheiten auf Blatt 140 Schweinfurt. Bundesanstalt für Landeskunde, Bad Godesberg 1968. → Online-Karte (PDF; 4,3 MB)
2. ↑  Heinz Späth: Geographische Landesaufnahme: Die naturräumlichen Einheiten auf Blatt 141 Coburg. Bundesanstalt für Landeskunde, Bad Godesberg 1987. → Online-Karte (PDF; 5,0 MB)
3. 1 2  Länge nach: Verzeichnis der Bach- und Flussgebiete in Bayern – Flussgebiet Main, Seite 94 des Bayerischen Landesamtes für Umwelt, Stand 2016 (PDF; 3,3 MB) (weiter bis S. 98; Seitenzahl kann sich ändern.)
4. 1 2  Einzugsgebiet nach: Verzeichnis der Bach- und Flussgebiete in Bayern – Flussgebiet Main, Seite 94 des Bayerischen Landesamtes für Umwelt, Stand 2016 (PDF; 3,3 MB) (weiter bis S. 98; Seitenzahl kann sich ändern.)
5. ↑  Bayerischer Hochwassernachrichtendienst (Stand: 6. September 2011)
6. ↑  Wolf-Armin von Reitzenstein: Lexikon fränkischer Ortsnamen. Herkunft und Bedeutung. Oberfranken, Mittelfranken, Unterfranken. C. H. Beck, München 2009, ISBN 978-3-406-59131-0, S. 45, 162, 212 (162, 212#v=onepage eingeschränkte Vorschau in der Google-Buchsuche).
7. ↑  Name Ortgraben aus dem Namen der in Burglauer begleitenden Straße Am Ortbach erschlossen.
8. ↑  Fischereiverband Unterfranken: Lauer (Seite nicht mehr abrufbar, festgestellt im April 2019. Suche in Webarchiven)  Info: Der Link wurde automatisch als defekt markiert. Bitte prüfe den Link gemäß Anleitung und entferne dann diesen Hinweis.